# I diamanti che nessuno voleva rubare
I diamanti che nessuno voleva rubare («Los diamantes que nadie quería robar» en italiano) es una película policiaca italiana de 1967 dirigida por Gino Mangini y protagonizada por Jeanne Valérie y Salvo Randone. Dana Andrews también aparece.

## Argumento
Spiros, un anciano usurero paralítico, convoca a cinco delincuentes de diferentes nacionalidades para llevar a cabo un gran atraco contra una joyería. El golpe, estudiado por Spiros en cada detalle, es ejecutado con extrema facilidad por los cinco bandidos, quienes, sin embargo, matan a Spiros para evitar someterse a sus condiciones impuestas. A su vez, son eliminados por la fiel ama de llaves de Spiros, mientras que otra banda de delincuentes, que había logrado apoderarse de las joyas robadas, es arrestada a excepción de Fangio, quien logra evadir la captura huyendo en un avión con destino a Suiza en compañía de Ursula, la secretaria de Spiros, de quien se había enamorado durante la fase preparatoria del golpe.

## Reparto
- Jeanne Valérie como Ursula.
- Salvo Randone como Spiros.
- John Elliot como Fangio.
- Dana Andrews como Maurizio, el joyero.
- Aldo Giuffré como Marcos.
- Mario Brega como Sansone.
- Bruno Piergentili como Giorgio (como Dan Harrison).
- Roger Beaumont como Charlie.
- Aymo como Edison.
- Lilly Mantovani como La ama de llaves (como Lily Mantovani).
- Kathy Baron como La vendedora.
- Giovanni Petrucci como El vendedor.
- Ignazio Spalla como Caravella (como Pedro Sánchez).
- Thomas Walton como El comisionado.
- Nino Vingelli como Carta Carbone.
- Attilio Dottesio como El mariscal.
- Giovanni Ivan Scratuglia (como Ivan Scratuglia).
- Raniero Gonnella (como Rainero Gonella).

## Recepción
El libro centrado en Dana Andrews Dana Andrews: The Face of Noir afirma que «como Maurizio, el dueño de la joyería, Andrews tiene sorprendentemente poco que hacer» y que «esta bien puede ser una candidata para la peor película de Andrews y es un completo desperdicio de su talento, pero al menos, como el personaje dudoso y bastante sórdido de Maurizio, tiene la oportunidad de repartir el encanto más grueso que el jamón en lonchas de granja, particularmente en lo que respecta a la venta de diamantes». Italian Gothic Horror Films, 1957-1969, al citar la filmografía del director Gino Mangini, se refiere a esta película junto con Fango sulla metropoli como «un par de esfuerzos anodinos de cine negro».